# Guinéu
O guinéu (do inglês guinea), cunhado a partir de 1663 para o tráfico de escravos e extinto em 1813, foi a primeira moeda de ouro britânica feita a máquina. Originalmente, a moeda valia uma libra, sendo equivalente a 20 xelins (shillings), mas o aumento no preço do ouro fez com que o valor do guinéu se elevasse para 21 xelins, tendo atingido picos de até trinta xelins. O nome — não oficial — vem do nome da região da Guiné na costa da África Ocidental, de onde se originava boa parte do ouro usado para cunhar as moedas de guinéu, via Portugal.
Embora a moeda esteja fora de circulação há mais de duzentos anos, o termo "guinéu" sobreviveu em alguns círculos no Reino Unido, principalmente naqueles ligados a corrida de cavalos e ao comércio de carneiros, significando, em valor convertido para decimal, uma quantia de uma libra e cinco pence (equivalente a 21 xelins).

## Galeria

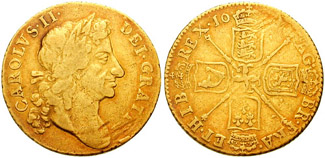
Carlos II.
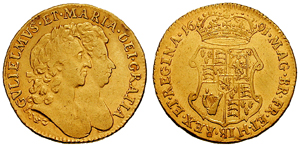
Guilherme III e Maria II.
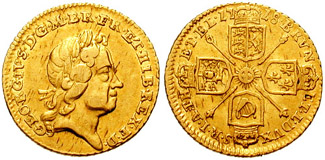
Jorge I.
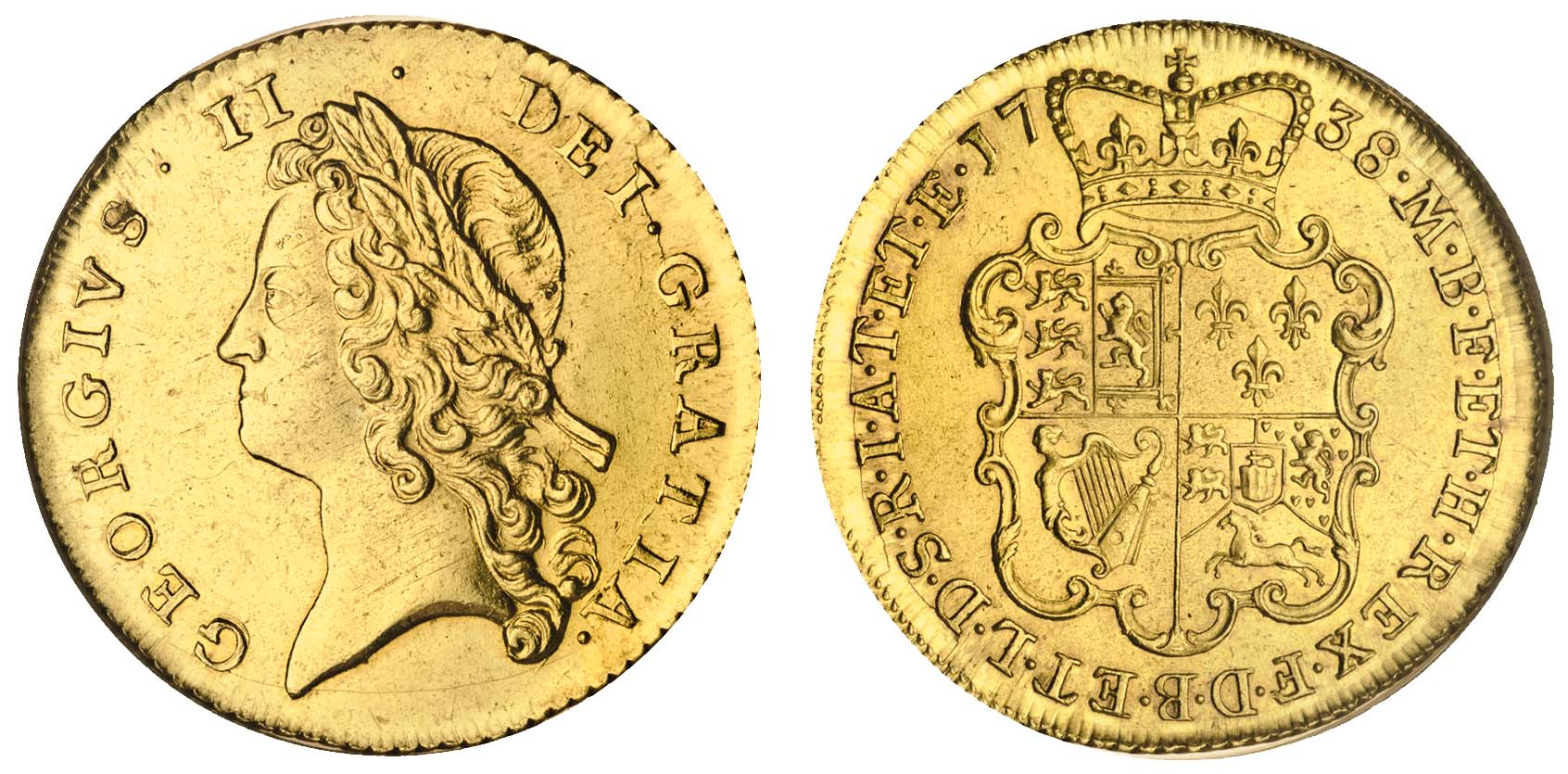
Jorge II (moeda de 2 guinéus).
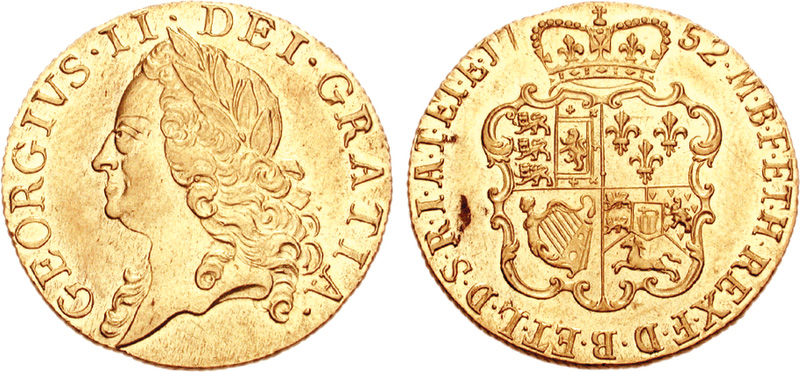
Jorge II.
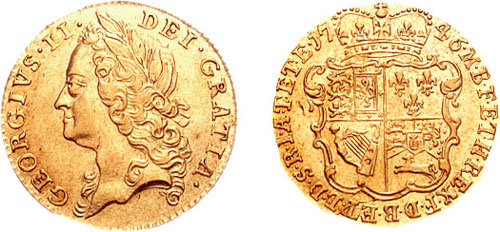
Jorge II (1/2 guinéu).
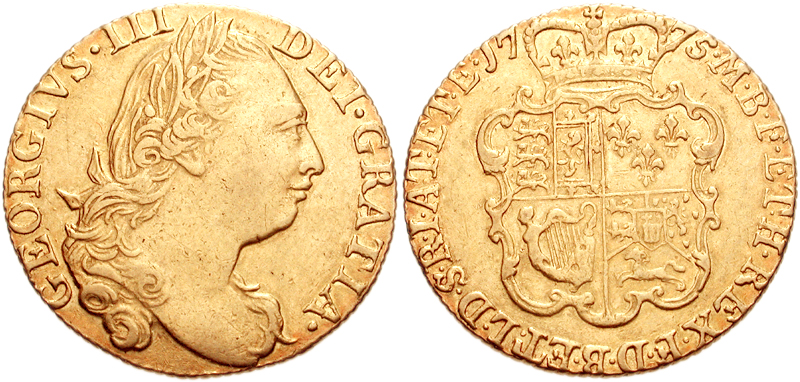
Jorge III, 1760-1820.
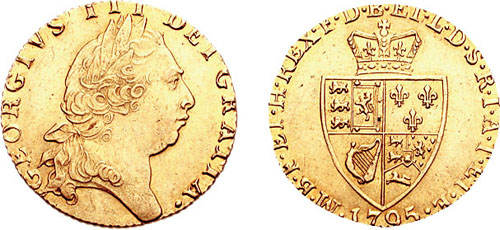
Jorge III, série "Spade"; 1795
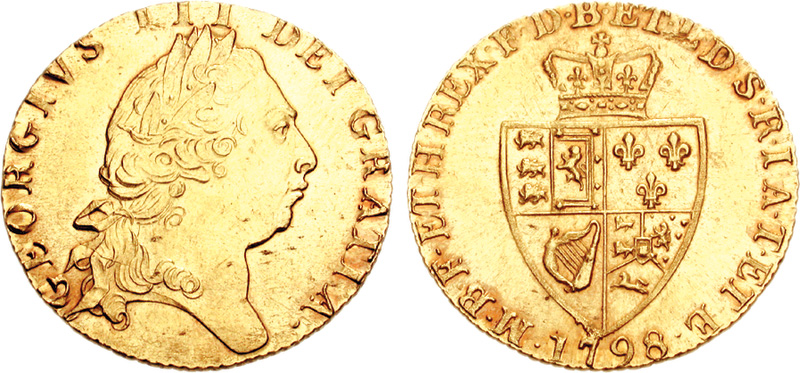
Jorge III, série "Spade"; 1798
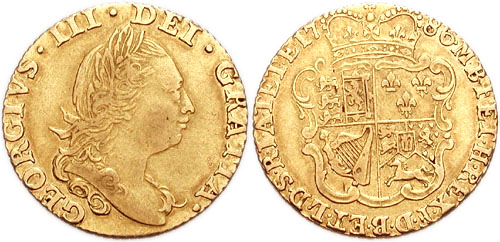
meio guinéu
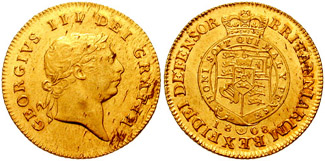
Jorge III, meio guinéu
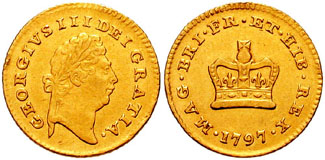
Jorge III, terceiro guinéu